# Zhengde
Zhengde (正德) (26 de octubre de 1491 – 20 de abril de 1521) fue el décimo emperador de la dinastía Ming. Reinó entre 1505 y 1521. 
Nacido Zhu Houzhao, era el hijo mayor del emperador Hongzhi. Su nombre significa "Virtud recta" o "Retificación de la virtud". Fue conocido por apoyando a eunucos como Liu Jin y se volvió infame por su conducta infantil. Murió a los 29 años de una enfermedad que contrajo luego de caer borracho de un barco al río Amarillo. No dejó ninguna descendencia así que lo sucedió su primo Zhu Houcong.

## Primeros años
Zhu Houzhao fue coronado a una temprana edad, y debido a que su padre no tuvo ninguna otra concubina, no necesitó pelear contra otros príncipes por el trono (un hermano suyo murió a una edad temprana).
Zhu aprendió profundamente los libros de Confucio y sobresalió en sus estudios, así que muchos de los ministros de los emperadores Hongzhi esperaban que se convirtiera en un gobernante benevolente y brillante como su padre.

## Reinado
Zhu Houzhao ascendió al trono como el emperador Zhengde y se casó con su emperatriz a los 14 años. A diferencia de su padre, ni Zhengde ni su esposa estaban interesados en gobernar y despreciaban muchos asuntos del Estado. Sus acciones fueron consideradas osadas, necias o sin sentido. Además, en múltiples ocasiones mostraba una gran falta de responsabilidad.
El emperador Zhengde escogió un estilo de vida lujoso y descuidado, y solía ir con diversas mujeres. Se dice que le gustaba frecuentar burdeles y que creó palacios llamados "Bao Fang" (豹房; literalmente Sala de "Los Leopardos") fuera de la Ciudad Prohibida en Beijing, inicialmente para conservar especies exóticas como tigres o leopardos para su propio entretenimiento, y luego se usaron para alojar mujeres para su diversión personal. Conoció a Wang Mantang, una de sus concubinas favoritas, en Bao Fang. En una ocasión fue herido gravemente mientras cazaba tigres y no pudo aparecer en la corte durante un mes. En otra ocasión quemó el palacio por guardar pólvora en el patio durante el festival de linternas. Su harén estaba tan lleno de mujeres que se morían de hambre debido a falta de alimentos.
Durante meses vivía fuera de la Ciudad Prohibida y viajaba por todo el país gastando importantes sumas de dinero provenientes de los cofres del gobierno Ming. Mientras le pedían volver al palacio y atender los asuntos del gobierno, el emperador ignoraba a sus ministros y sus peticiones. También dificultaba el ascenso de eunucos de su alrededor. Liu Jin, líder de los Ocho Tigres, era conocido por aprovecharse del joven emperador y derrochar grandes cantidades de su fortuna (16 millones de kilogramos de oro y plata). Había incluso rumores de una conspiración por parte de Liu Jin para matar al emperador y poner a su propio sobrino nieto en el trono. La conspiración fue descubierta y lo ejecutaron en 1510. Sin embargo, el auge de eunucos corruptos continuó durante todo el reinado. Hubo incluso una levantamiento por parte del príncipe de Anhua y otro por el parte del príncipe de Ning, el hermano de su bisabuelo y el hermano de su abuelo, respectivamente.
Con tiempo, el emperador fue conocido por su carácter infantil y su abuso de poder. Por ejemplo, instaló un distrito comercial escenificado dentro del palacio y ordenó a sus ministros, eunucos, soldados y sirvientes del palacio vestirse como comerciantes o vendedores callejeros mientras el caminaba por la escena fingiendo ser un plebeyo. Todos los que rechazaron participar, especialmente los ministros (quienes lo veían como degradante o insultante), fueron castigados o despojados de su puesto.
Luego en 1517, el emperador Zhengde se dio a sí mismo un alter ego llamado Zhu Shou (朱壽) para poder renunciar a los deberes imperiales y mandarse a una expedición al norte para repeler a decenas de miles de bandidos liderados por Dayan Khan. Se encontró con el enemigo fuera de la ciudad de Yingzhou y los derrotó en una gran batalla gracias a rodearlos. Los mongoles esperaron mucho tiempo antes de volver a mandar una expedición dentro del territorio Ming.
En 1519, encabezó otra expedición, esta vez a la provincia Jiangxi hacia el sur para calmar la rebelión del poderoso príncipe Zhu Chenhao, el cual corrompió a muchos en la corte del emperador. Llegó ahí solo para descubrir que la revuelta ya había sido sofocada por Wang Yangming, un administrativo local. Frustrado de no poder llevar sus tropas a la victoria, uno de sus consejeros sugirió que se liberara al princípe rebelde para que el emperador pudiera capturarlo otra vez. En enero de 1521, el emperador ejecutó al príncipe de Ning en Tongzhou, un evento que fue descrito por la embajada portuguesa en China.  
| Predecesor: Hongzhi | Emperador de China (Dinastía Ming) 1505-1521 | Sucesor: Jiajing |

- Datos: Q10007
- Multimedia: Zhengde Emperor / Q10007